# ترشک‌خور

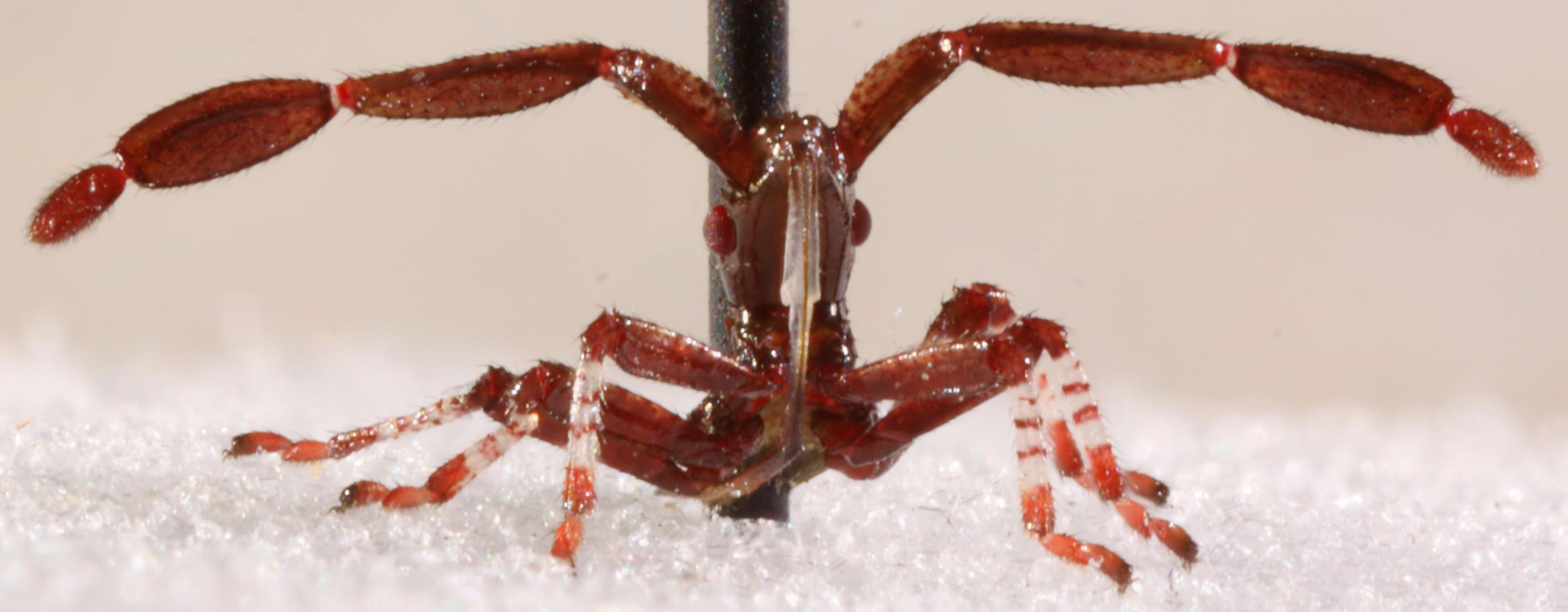
"Coreus marginatus" بین شاخک ها دارای دو برجستگی کوچک است که به نام غده های آنتنیفر شناخته می شوند که می توان از آنها برای تشخیص این گونه از سایر گونه های مشابه سطحی استفاده کرد

ترشک‌خور (نام علمی: Coreus marginatus) نام یک گونه از سرده برگ‌پاها است.